# Peerless
Peerless é uma comunidade não incorporada no condado de Daniels, no estado de Montana, Estados Unidos. Peerless fica situada a 31 quilómetros de Scobey, a sede do condado de Daniels. A comunidade tem uma estação de correios com o código zip 59253.